# Bazylika Matki Bożej Nieustającej Pomocy, św. Marii Magdaleny i św. Stanisława Biskupa w Poznaniu

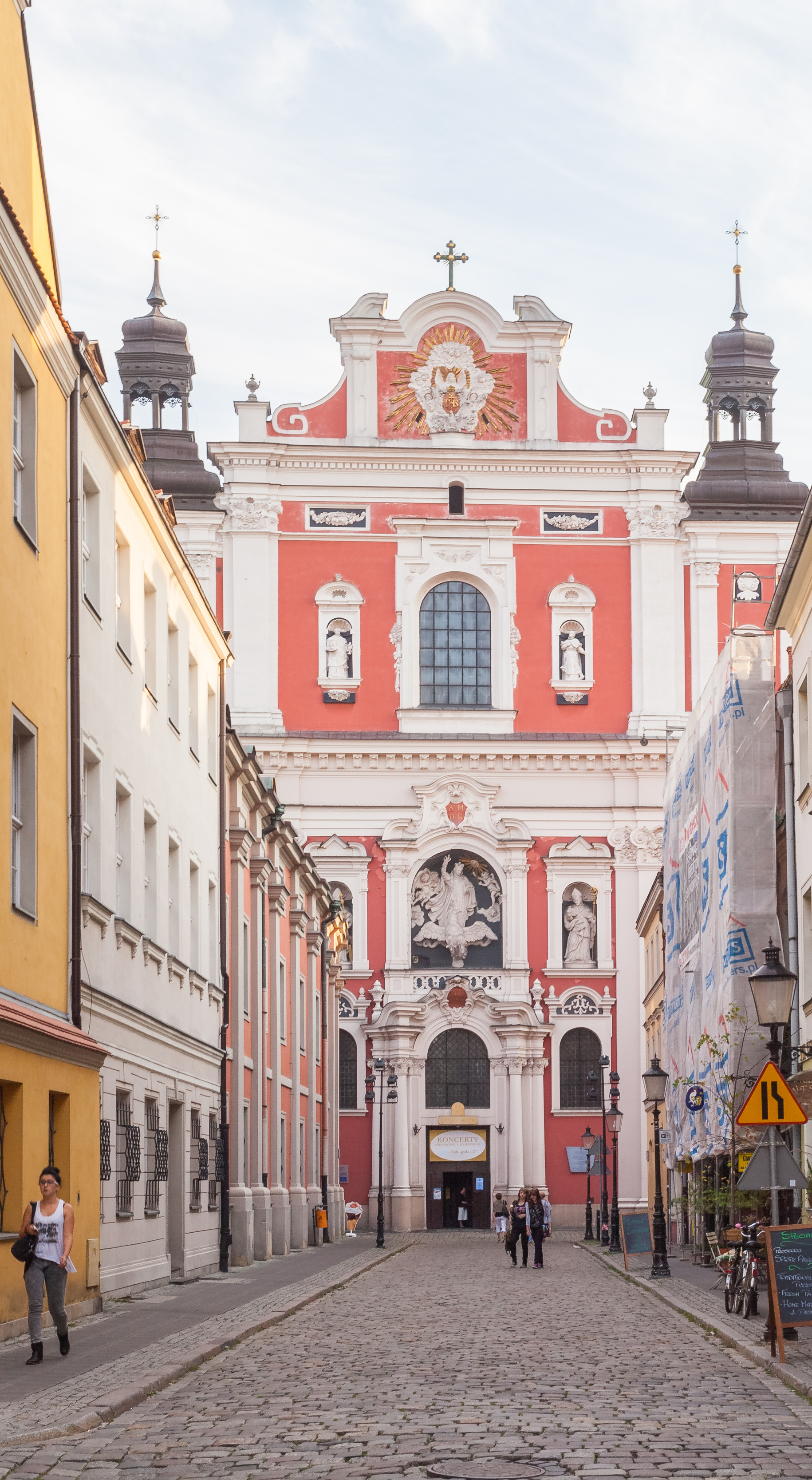
Fasada

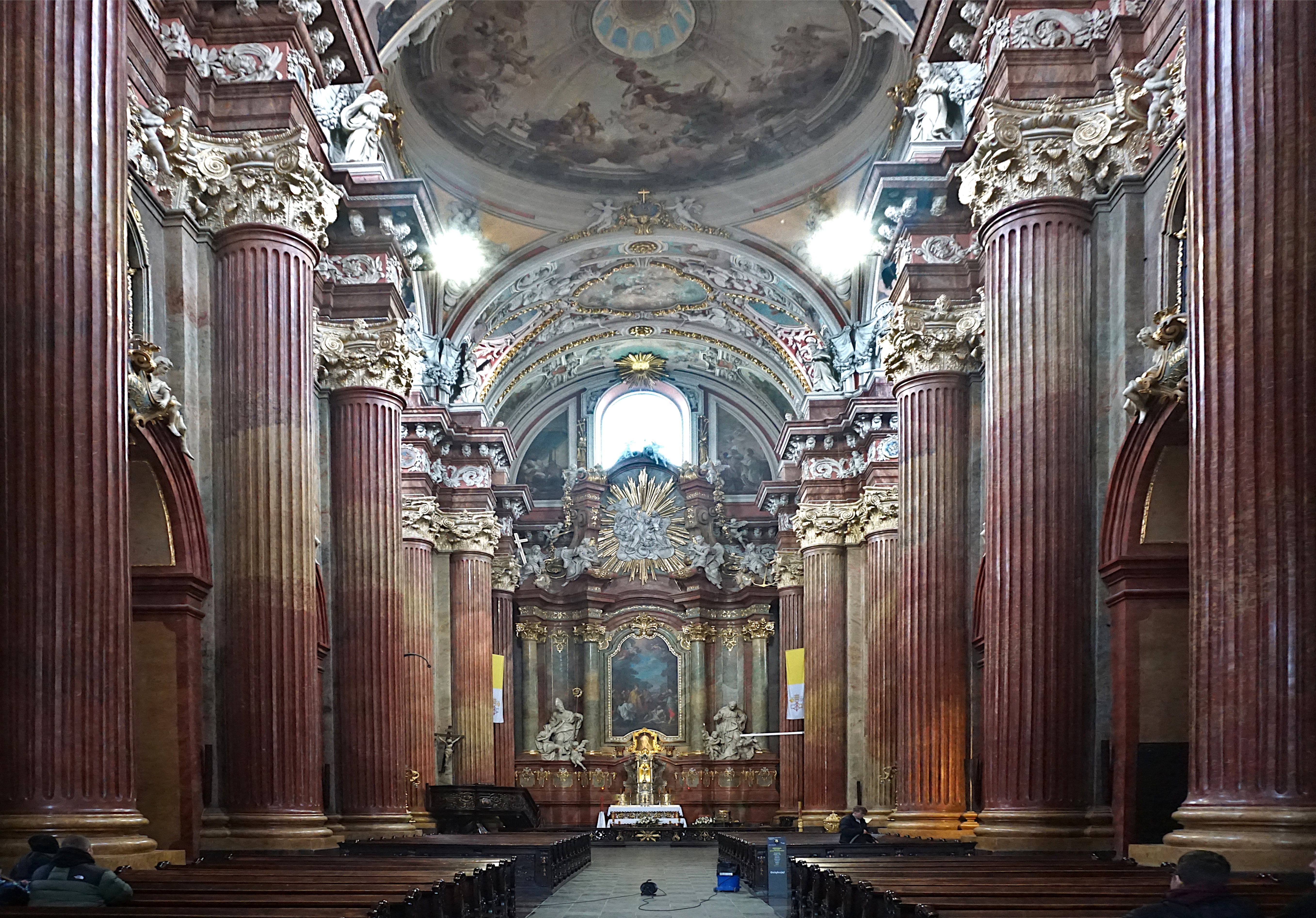
Wnętrze bazyliki

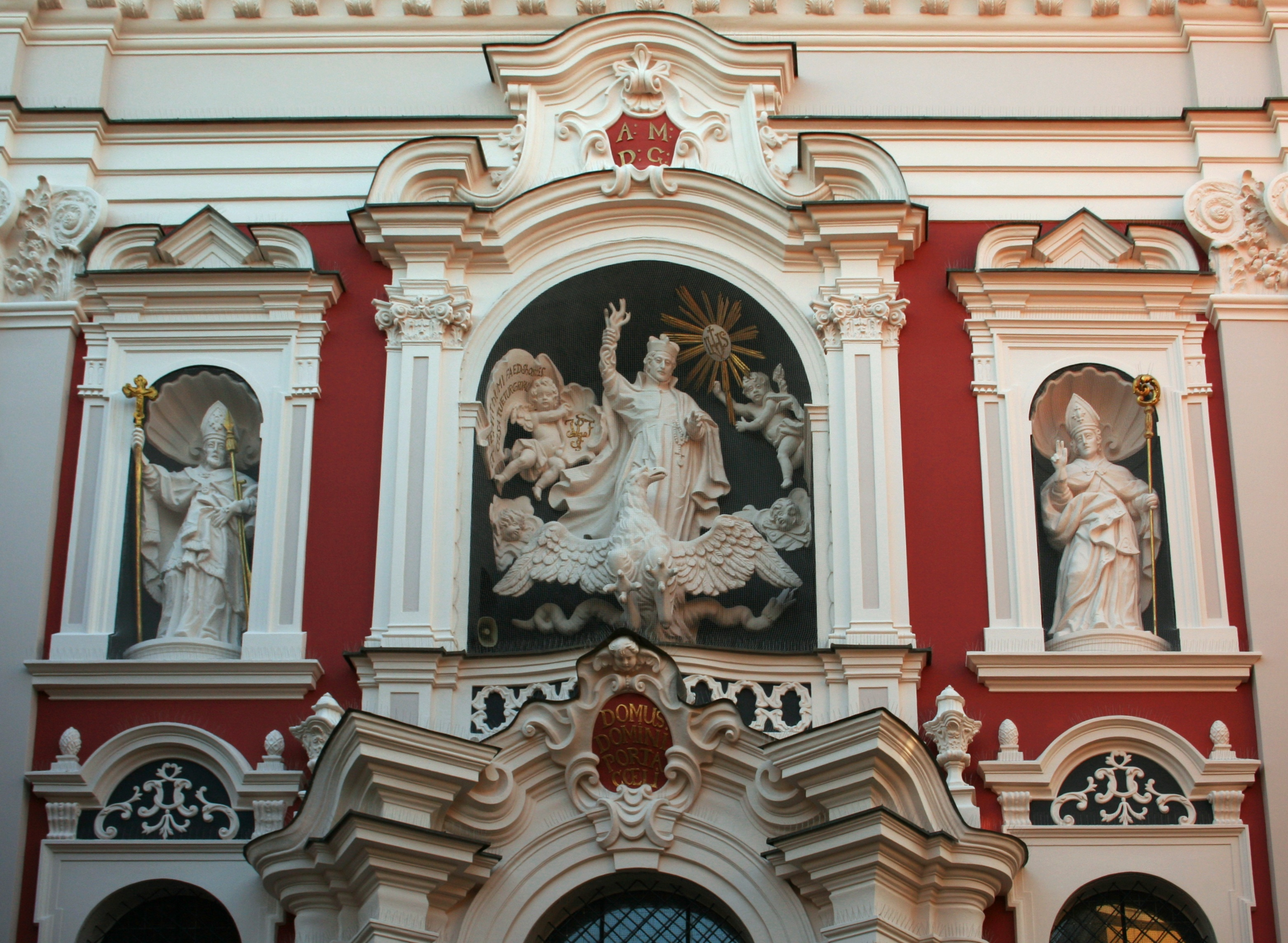
Fragment fasady

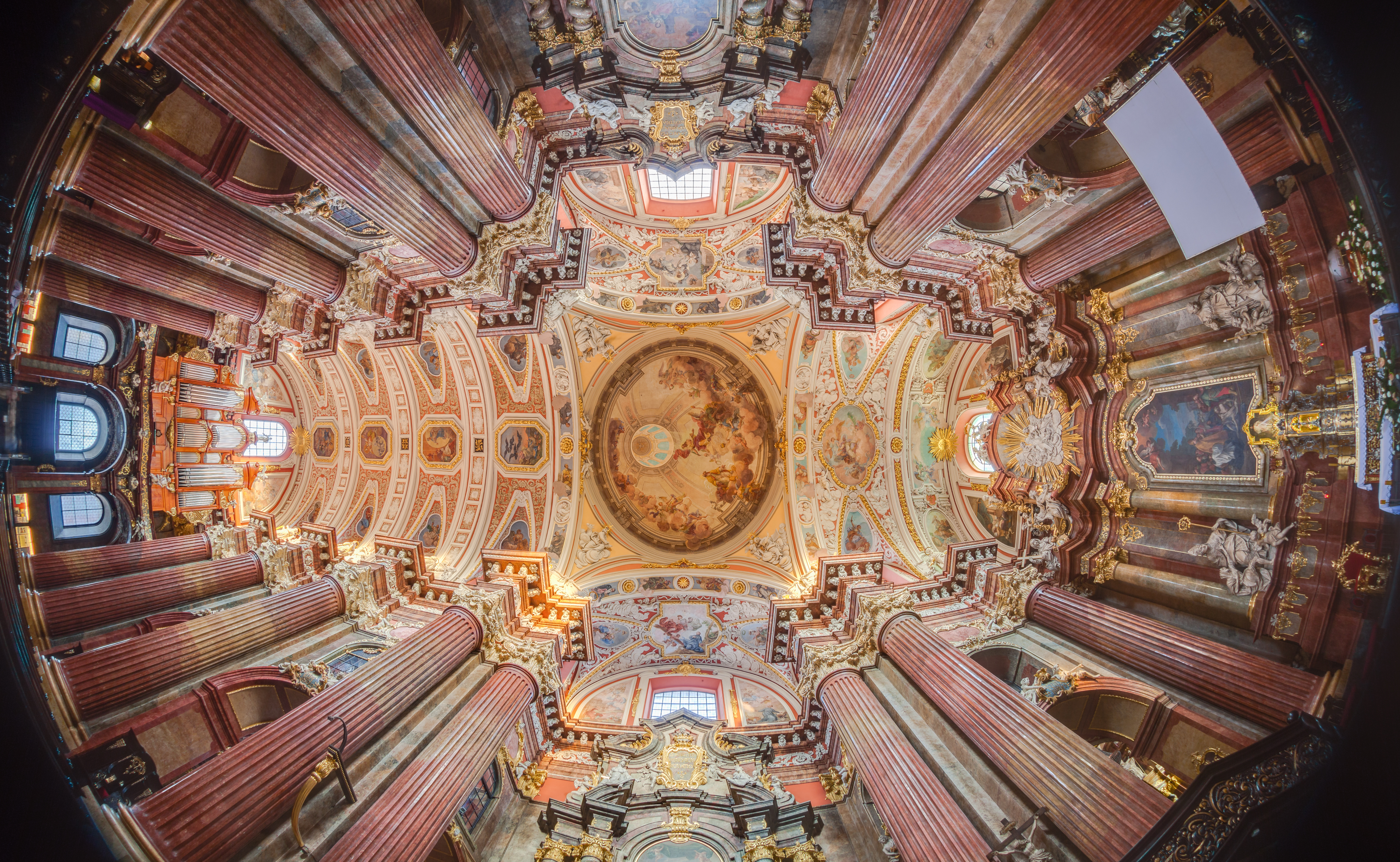
Polichromia na sklepieniu nawy

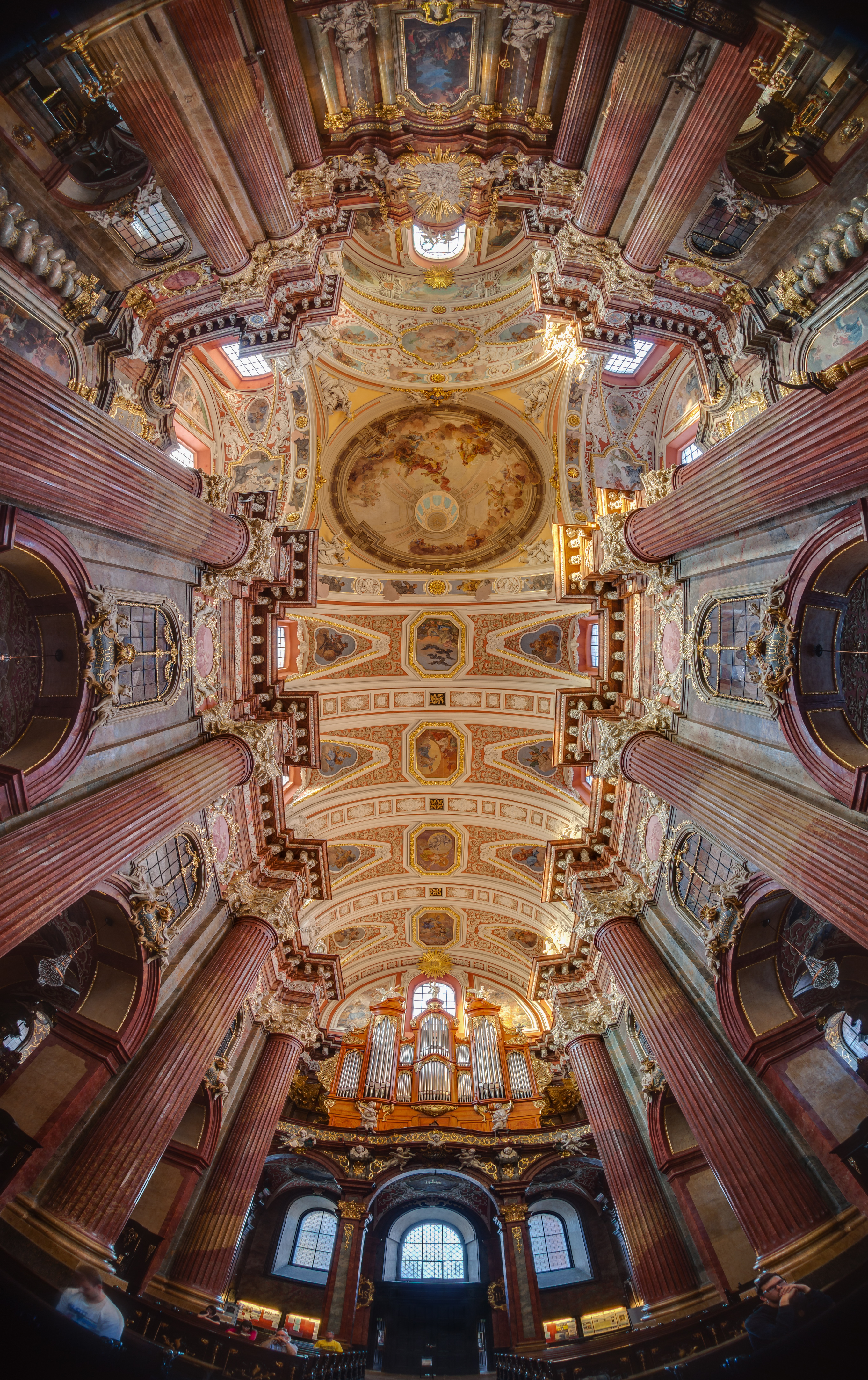
Sklepienie

Bazylika kolegiacka Matki Bożej Nieustającej Pomocy, św. Marii Magdaleny i św. Stanisława Biskupa w Poznaniu (także pod nazwą: Fara Poznańska, od niem. Pfarre, Pfarrei, Pfarrkirche, czyli probostwo, parafia) – barokowy kościół farny i zarazem kolegiacki pod wezwaniem św. Stanisława Biskupa Męczennika w Poznaniu, należący do parafii MB Nieustającej Pomocy i św. Marii Magdaleny, znajdujący się przy ul. Gołębiej, w jej południowej pierzei, u wylotu ul. Świętosławskiej.
29 czerwca 2010 Kongregacja ds. Kultu Bożego i Dyscypliny Sakramentów na mocy szczególnych pełnomocnictw udzielonych przez papieża Benedykta XVI, podniosła kościół do tytułu i godności bazyliki mniejszej. Od 2017 wielkopostny kościół stacyjny.

## Historia
W 1570 biskup Adam Konarski sprowadził do Poznania jezuitów, oddając im kościół pw. św. Stanisława Biskupa. W 1651 rozpoczęto budowę nowego kościoła, którego plany przysłano przypuszczalnie z Rzymu (tradycyjnie za autora projektu podaje się Bartłomieja Nataniela Wąsowskiego – rektora Kolegium Jezuickiego w Poznaniu i teoretyka architektury). Początkowymi pracami (do 1652) kierował Tomasz Poncino. Szwedzka okupacja (1655–1660) przerwała prace. Po wznowieniu prac budową kierowali Bartłomiej Nataniel Wąsowski, Wojciech Przybyłkowicz i Jan Poradowski. W latach 1696–1701 przy budowie nawy głównej i fasady współpracował z nimi Jan Catenazzi. W 1705 kościół został konsekrowany przez biskupa Hieronima Wierzbowskiego, choć był jeszcze nieukończony. W latach 1727–1732 Pompeo Ferrari zbudował ołtarz główny i główny portal.
Po kasacie zakonu w 1773 i zniszczeniu w 1780 dotychczasowej fary, kościół, na polecenie biskupa Ignacego Raczyńskiego, został przejęty w 1798 przez parafię farną. W drugiej połowie XIX wieku wybito osobne wejścia do naw bocznych, a w latach 1913–1915 przeprowadzono gruntowną renowację pod kierunkiem Mariana Andrzejewskiego. Polichromie odnowił Antoni Procajłowicz. Po wkroczeniu wojsk niemieckich w 1939 kościół został ograbiony, a wnętrze stało się magazynem. Odbudowany został w latach 1948–1950. Prace renowacyjne rozpoczęte w 1990 nadal trwają.

## Opis elewacji
Bogato zdobioną różową fasadę z podwójnymi białymi pilastrami ograniczają z obu boków dwie niskie, nie wystające ponad korpus kościoła wieże, zwieńczone miedzianymi hełmami, między którymi znajduje się szczyt o charakterystycznych dla okresu baroku bocznych spływach. Fasada i wieże dzielone są na kondygnacje przez gzymsy. Nad bogatym barokowym portalem znajduje się wnęka z figurą św. Ignacego Loyoli – założyciela zakonu, trzymającego w ręce gorejące serce, zaś u jego stóp orła – symbol Chrystusa walczącego z wężem – symbolem szatana. Pod nim medalion z łacińską inskrypcją: Domus Domini porta coeli (dom Boga i brama do nieba, Rdz 28,17). Po obu bokach mniejsze wnęki z wyobrażeniami św. Wojciecha i św. Stanisława Kostki po lewej oraz św. Stanisława biskupa i św. Alojzego Gonzagi. Powyżej znajdują się jeszcze dwie figury świętych: św. Franciszka Borgiasza i św. Franciszka Ksawerego.

## Opis wnętrza
Trzynawowe, bazylikowe z transeptem, który nie wystaje poza nawy boczne. Prezbiterium po stronie południowej zakończone prostą ścianą. Pozorne sklepienie nawy głównej (27 m wysokości), transeptu i prezbiterium kolebkowe z lunetami. Nawy boczne i galerie nad nimi posiadają sklepienia krzyżowe.
Na sklepieniu nawy głównej w każdym przęśle znajdują się trzy sceny z życia św. Stanisława Biskupa i Męczennika autorstwa Karola Dankwarta z Nysy (XVIII wiek). W transepcie artysta uwiecznił po stronie zachodniej sceny z życia św. Stanisława Kostki, a po wschodniej św. Ignacego Loyoli. Na przecięciu nawy głównej i transeptu znajdowała się niegdyś apoteoza Trójcy Świętej. Po jej zniszczeniu zastąpiono ją iluzoryczną kopułą namalowaną w 1949 przez Stanisława Wróblewskiego.
Przepiękna dekoracja sztukatorska pochodząca z około 1700 jest dziełem Jana Bianco (renowacja przez zespół Jana Żoka). Nad kompozytowymi kapitelami szesnastu, wykonanych ze sztucznego czerwonego marmuru, kolumn (nie pełnią one żadnej funkcji podporowej) znajdują się 2,5 m figury apostołów i czterech Ojców Kościoła, a nad nimi silnie załamujący się gzyms, spod którego wychylają się główki aniołków, w otoczeniu wijących się pnączy, akantu, owoców i kwiatów oraz rogów obfitości. Utrzymana w tym samym stylu dekoracja pokrywa wolne połacie sklepienia i ram malowideł. Nad oknami loggi i arkadami prowadzącymi do kaplic znajdują się parami putta.
Ołtarz główny wykonany według projektu Pompeo Ferrariego w swojej centralnej części zawiera obraz „Wskrzeszenie Piotrowina przez św. Stanisława Biskupa” pędzla Szymona Czechowicza. Po jego lewej stronie znajduje się rzeźbiarskie powtórzenie motywu z obrazu, zaś po prawej św. Stanisław Kostka odtrąca siedmiogłową bestię. Całość ograniczają proste kolumny dźwigające falujące belkowanie i unoszące się nad nim alegorie wiary i nadziei (kobiety z krzyżem i kotwicą). Ołtarze boczne wykonane są na wzór ołtarzy z Kościoła św. Ignacego w Rzymie. Pomiędzy spiralnymi kolumnami znajdują się obrazy św. Ignacego Loyoli, spisującego regułę zakonu jezuitów, oraz św. Stanisława Kostki, przyjmującego komunię z rąk anioła.
Wewnątrz znajdują się również barokowe portrety i epitafia oraz ołtarze poświęcone św. Judzie Tadeuszowi i św. Piusowi X.

## Wieniec kaplic
- kaplica św. Jana Franciszka Regisa znajduje się tu figura świętego przesłonięta przez obraz św. Maksymiliana Marii Kolbego. Ponad figurą świętego sklepienie. Na nim przedstawienie Jezusa uzdrawiającego kalekę. Niegdyś rozdawano tu ubogim chleb.
- kaplica św. Rozalii o patronce informują namalowane na sklepieniu łacińskie napisy trzymane przez anioły i figury natomiast w ołtarzu jej obraz został zastąpiony wizerunkiem Matki Boskiej Częstochowskiej. Oryginalny obraz przedstawiał św. Rozalię w pustelni.
- kaplica św. Męczenników Jezuickich znajduje się tu pełna ekspresji średniowieczna rzeźba „Chrystusa Bolesnego” (z 1430[3]). Rzeźba przedstawia typ ikonograficzny Vir Dolorum[4]. Została tu ona przeniesiona z dawnej fary. Złudzenie optyczne sprawia, że znajdujący się na obrazie w ołtarzu jezuici umęczeni w Japonii zdają się w jej kierunku modlić.
- kaplica św. Franciszka Ksawerego uwagę zwracają tu rzeźby Jozuego i św. Tomasza Apostoła. Na szczycie ołtarzowym (obraz powołania św. Franciszka Ksawerego) znajduje się łaciński epigraf: Sicut tu amasti me, Sic amo te amabo me (Jak Ty mnie umiłowałeś, tak jak Ciebie umiłuję).
- kaplica Świętego Krzyża w ołtarzu obraz Chrystusa w koronie cierniowej z XVII wieku. Powyżej późnogotycki krucyfiks naturalnej wielkości z klęczącą u jego stóp Marią Magdaleną. Na sklepieniu iluzoryczna kopuła.
- Kaplica Najświętszej Maryi Panny Nieustającej Pomocy historia kultu cudownego obrazu Matki Boskiej w poznańskiej farze sięga XVII wieku, jednak w XIX wieku obraz zaginął. Dzisiejszy obraz pochodzi z 1952, którego autorem jest Władysław Ukleja, został koronowany 11 października 1961 roku przez arcybiskupa Antoniego Baraniaka jako pierwszy w Polsce po II wojnie światowej[5].
- kaplica Wieczystej Adoracji Najświętszego Sakramentu o współczesnym wystroju wnętrza. Jest najstarszą kaplicą wieczystej adoracji w Poznaniu – powstała w 1937 r. z okazji odbywającego się w Poznaniu Międzynarodowego Kongresu Eucharystycznego ku czci Chrystusa Króla. Uroczystego poświęcenia kaplicy dokonał kardynał August Hlond w dniu 27 czerwca 1937 r.[6]
- kaplica św. Józefa – centralne miejsce ołtarza zajmuje obraz Świętej Rodziny, a nad nim wizerunek Trójcy Świętej. Po obydwu stronach wizerunku Świętej Rodziny znajdują się św. Joachim z aniołkiem trzymającym jagnię oraz św. Anna z małą Maryją; obydwie ukoronowane. Na sklepieniu kaplicy przedstawiono chwałę św. Józefa i aniołki z różnymi atrybutami[7].
- kaplica św. Michała Archanioła – obraz w środku ołtarza pochodzi z XVIII wieku i przedstawia św. Michała Archanioła zwyciężającego szatana. W pobliżu obrazu popiersie św. Piusa X i obraz św. Teresy od Dzieciątka Jezus. Zwieńczenie ołtarza stanowią Anioł Stróż oraz anioł, który trzyma na łańcuchu szatana. Sklepienie przedstawia Cud św. Michała Archanioła na Górze Gargano. Obok tego przedstawienia są ukazani Archaniołowie Rafał i Gabriel[8]
- kaplica św. Alojzego Gonzagi – w ołtarzu obraz patrona kaplicy w zakonnym habicie. Po obydwu stronach obrazu anioły trzymają księgę i zwój z inskrypcją. We wnęce rzeźba śpiącego św. Alojzego Gonzagi, zasłonięta obrazem św. Judy Tadeusza Stanisława Wróblewskiego z 1954 roku[9]
- kaplica św. Franciszka Borgiasza – w centralnej części kaplicy Obraz Matki Bożej z Dzieciątkiem wśród aniołów (XVI-XVII w.). Ważnym elementem kaplicy jest rzeźba św. Franciszka Borgiasza, który błogosławi św. Stanisława Kostkę. Sklepienie przedstawia Zwiastowanie Pańskie[10]

## Organy

### Historia

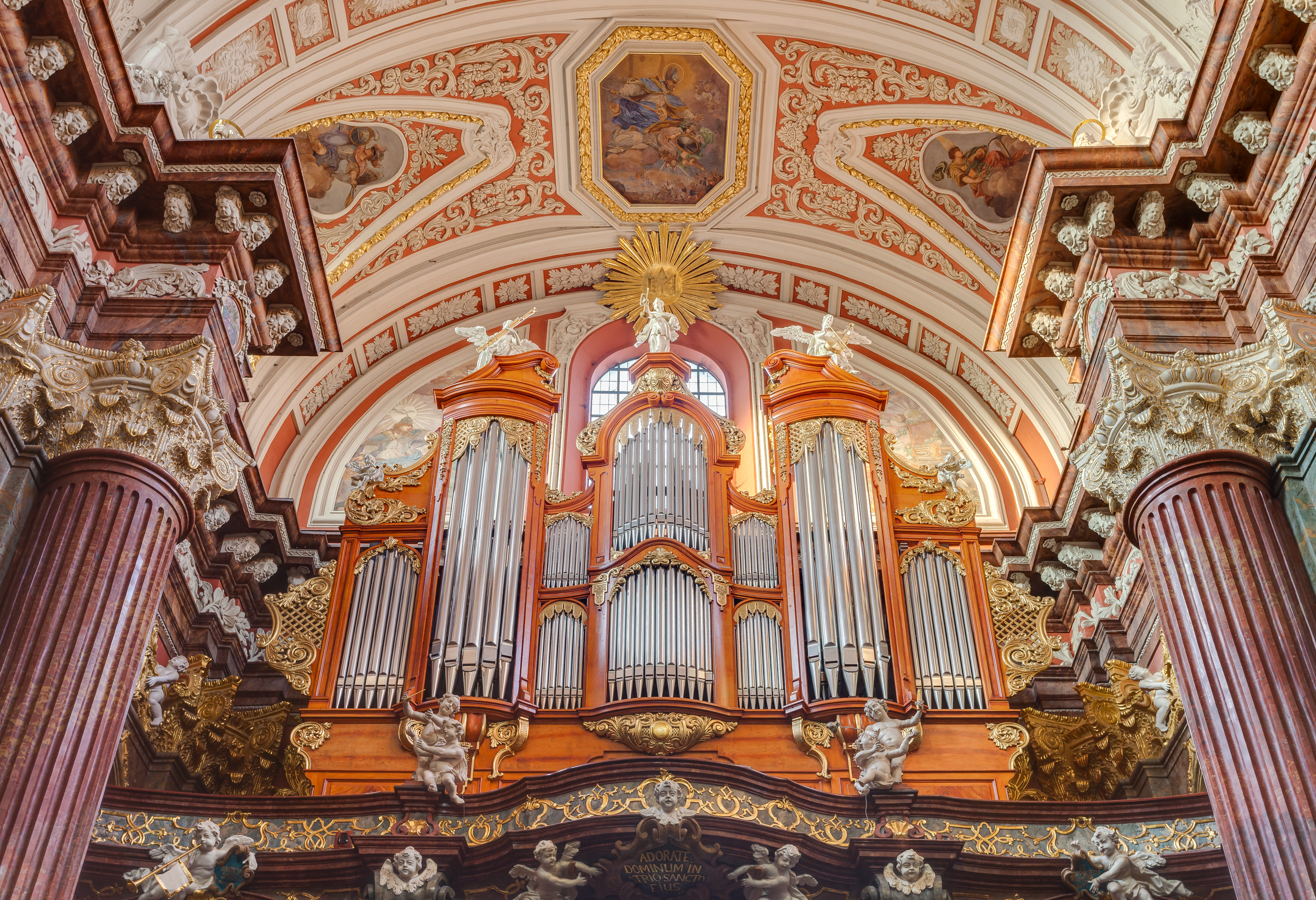
Organy

Organy zostały zamówione z inicjatywy proboszcza Walentego Zientkiewicza, aby zastąpić dotychczasowy mały i często się psujący instrument. Zaprojektowane i zbudowane przez najlepszego organmistrza Europy końca XIX wieku – Friedricha Ladegasta z Weissenfels w Saksonii. Projekt i wykonanie zajęły mistrzowi cztery lata (1872–1876), a organy oddano do użytku 26 lipca 1876. Kosztowały 24 tys. marek (połowę kwoty – 4000 talarów – podarowała anonimowa starsza kobieta). Drewniana szafa pochodzi z poznańskiego zakładu Józefa Zeylanda (wyk. 1875, snycerz – Teodor Gloger i stolarz Synoracki) według projektu Oscara Mothesa. Podczas I wojny światowej wymontowano piszczałki cynowe, które w dwudziestoleciu międzywojennym zastąpiono cynkowymi (remont wykonała firma Alberta Polcyna). Po II wojnie światowej wyremontował je Bronisław Cepka z Popowa koło Wronek. Na szczęście oba remonty nie zmieniły samej konstrukcji. W latach 2000–2001 na podstawie zachowanego projektu Ladegasta oraz projektu szafy, przywrócono organom ich pierwotną świetność. Remontu dokonały Firma Alexander Schuke z Poczdamu i Firma Organmistrzowska Marka Cepki z Popowa. Cynkowe piszczałki zastąpiono wykonanymi z 98% angielskiego stopu cyny (pozostałe składniki stopu to ołów, antymon, bizmut, srebro i arsen). Drewniane wykonano z drewna szlachetnych odmian dębu i modrzewia oraz jodły syberyjskiej, wymieniając również elementy skórzane. Przywrócono także pierwotną kolorystykę szafy.
Obecnie organy mają 43 głosy, trzy klawiatury ręczne (manuały) i pedał (klawiaturę nożną). Na zespół brzmieniowy składa się ponad 2600 piszczałek cynowych i drewnianych – najdłuższe mają ponad 5 m długości (kryty głos 32-stopowy), a najkrótsze to pojedyncze centymetry. Traktura gry i registracji instrumentu – mechaniczna, dla II manuału zastosowano wspomaganie dźwignią Barkera. Niektórzy specjaliści oceniają barwę ich dźwięku wyżej, niż sławniejszych organów w Oliwie czy Leżajsku.
W każdą sobotę (a w sezonie letnim codziennie od poniedziałku do soboty), o godzinie 12:15, odbywają się koncerty organowe z udziałem znakomitych wykonawców. Wstęp wolny, dochód z koncertów przeznaczony jest na renowację fary. Po koncertach można zwiedzać podziemia kościoła. Dodatkowo w okresie letnim, w czwartkowe wieczory, odbywają się Staromiejskie Koncerty Organowe.

### Dyspozycja
| Manuał I                  | Manuał II          | Manuał III            | Pedał             |
| Oberwerk                  | Hauptwerk          | Schwellwerk           |                   |
| ------------------------- | ------------------ | --------------------- | ----------------- |
| 1. Principal 8'           | 1. Principal 16'   | 1. Aeoline 16'        | 1. Pr. Baß 8'     |
| 2. Quintatön 16'          | 2. Principal 8'    | 2. Harm. aeth. 3 fach | 2. Subbaß 16'     |
| 3. Salicional 8'          | 3. Bordun 16'      | 3. Piccolo 2'         | 3. Violon 16'     |
| 4. Rohrflöte 8'           | 4. Flöte 8'        | 4. Salicional 4'      | 4. Cello 8'       |
| 5. Fl. travers. 8'        | 5. Gambe 8'        | 5. Octavfl. 4'        | 5. Baßflöte 8'    |
| 6. Octave 4'              | 6. Doppelfl. 8'    | 6. Liebl. Ged. 8'     | 6. Naßat 5 1/3'   |
| 7. Naßat 2 2/3'           | 7. Octave 4'       | 7. Fl. dolce 8'       | 7. Octave 4'      |
| 8. Fl. minor 4'           | 8. Gemshorn 4'     | 8. Liebl. Ged. 16'    | 8. Posaune 16'    |
| 9. Waldflöte 2'           | 9. Quinte 2 2/3'   | 9. Viola d’amour 8'   | 9. Pr. baß 16'    |
| 10. Progr. harm. 2-4 fach | 10. Octave 2'      |                       | 10. Untersatz 32' |
| 11. Oboe 8'               | 11. Mixtur 5 fach  |                       |                   |
|                           | 12. Cornett 3 fach |                       |                   |
|                           | 13. Trompete 8'    |                       |                   |

## Legendy
Z organami wiąże się historia pewnej zjawy. Otóż według opowieści zdarza się niekiedy, że podczas prac związanych z organami, na balkonie (na który jest się bardzo trudno dostać), pojawia się pewna, nikomu nieznana, ubrana na czarno kobieta. Pojawia się znikąd i tak samo znika. Jest to ponoć duch tajemniczej ofiarodawczyni, który dogląda swojego podarunku.